# Michail Jakowlewitsch Liebmann
Michail Jakowlewitsch Liebmann (russisch Михаил Яковлевич Либман; * 1920 in Riga; † 2010 in Moskau) war ein russischer Kunsthistoriker und Professor für die Kunstgeschichte Westeuropas am Allunions-Forschungsinstitut für Kunstwissenschaft des Ministeriums für Kultur der UdSSR in Moskau.

## Leben und Wirken
Michail J. Liebmann entstammte einer bürgerlichen Familie jüdischer Herkunft, der es nach der Besetzung Lettlands durch die deutsche Wehrmacht 1941 gelungen war, der beginnenden Judenverfolgung durch Flucht in die Sowjetunion zu entkommen. Nach kurzem Fronteinsatz 1941/42 setzte er 1943 sein in Riga begonnenes Kunststudium am Surikow Kunstinstitut Moskau fort, wechselte aber 1945 an die Lomonossow-Universität in Moskau. Er schloss 1949 das Studium der Kunstgeschichte ab, wurde 1962 promoviert und 1969 habilitiert. Nach mehrjähriger Tätigkeit am Puschkin-Museum für Bildende Künste in Moskau arbeitet er seit 1960 am Allunions-Forschungsinstituts für Kunstwissenschaft. 1980 wurde er dessen stellvertretender Direktor. Liebmann wählte die spätmittelalterliche und frühneuzeitliche Bildende Kunst Mittel- und Westeuropas zu seinem Forschungsschwerpunkt und widmete sich in zahlreichen Einzelstudien vorzugsweise der Kunst Deutschlands und Italiens. Seine Schriften wurden auch auf Deutsch und Englisch veröffentlicht. Michail J. Liebmann war Mitglied der Zentralen Expertenkommission des Ministeriums für Kultur der UdSSR.

## Auswahl deutschsprachiger Veröffentlichungen
- Die Künstlersignatur im 15. und 16. Jahrhundert als Gegenstand soziologischer Untersuchungen, in: Peter H. Feist (Hg.), Lucas Cranach. Künstler und Gesellschaft. Referate des Colloquiums mit internationaler Beteiligung zum 500. Geburtstag Lucas Cranachs d. Ä., Staatliche Lutherhalle Wittenberg, 1.–3. Oktober 1972, Wittenberg 1973, S. 129–134
- Ikonologie, in: Ekkehard Kaemmerling (Hg.), Ikonographie und Ikonologie. Theorien, Entwicklung, Probleme (Bildende Kunst als Zeichensystem 1), Köln 1979, S. 301–328. ISBN 3-7701-0847-7
- Die deutsche Plastik 1350–1550, Leipzig 1982 (Übersetzung des russischen Manuskripts von 1976/77)
- Aus Spätmittelalter und Renaissance (Seemann-Beiträge zur Kunstwissenschaft), Leipzig 1987. ISBN 3-363-00058-8 (ausgewählte Aufsätze)
- Spätmittelalter und beginnende Neuzeit. Erfahrungen einer komplexen Kunstforschung, in: Friedrich Möbius, Helga Sciurie (Hg.), Stil und Epoche (Fundus-Bücher 118/119), Dresden 1989, S. 357–364. ISBN 3-364-00166-9